# Aylesbeare
Aylesbeare – wieś i civil parish w Anglii, w hrabstwie Devon, w dystrykcie East Devon. W 2001 miejscowość liczyła 527 mieszkańców.